# Wahlenbergia paucidentata
Wahlenbergia paucidentata là loài thực vật có hoa trong họ Hoa chuông. Loài này được Schinz miêu tả khoa học đầu tiên năm 1895.